# 東洋ガラス

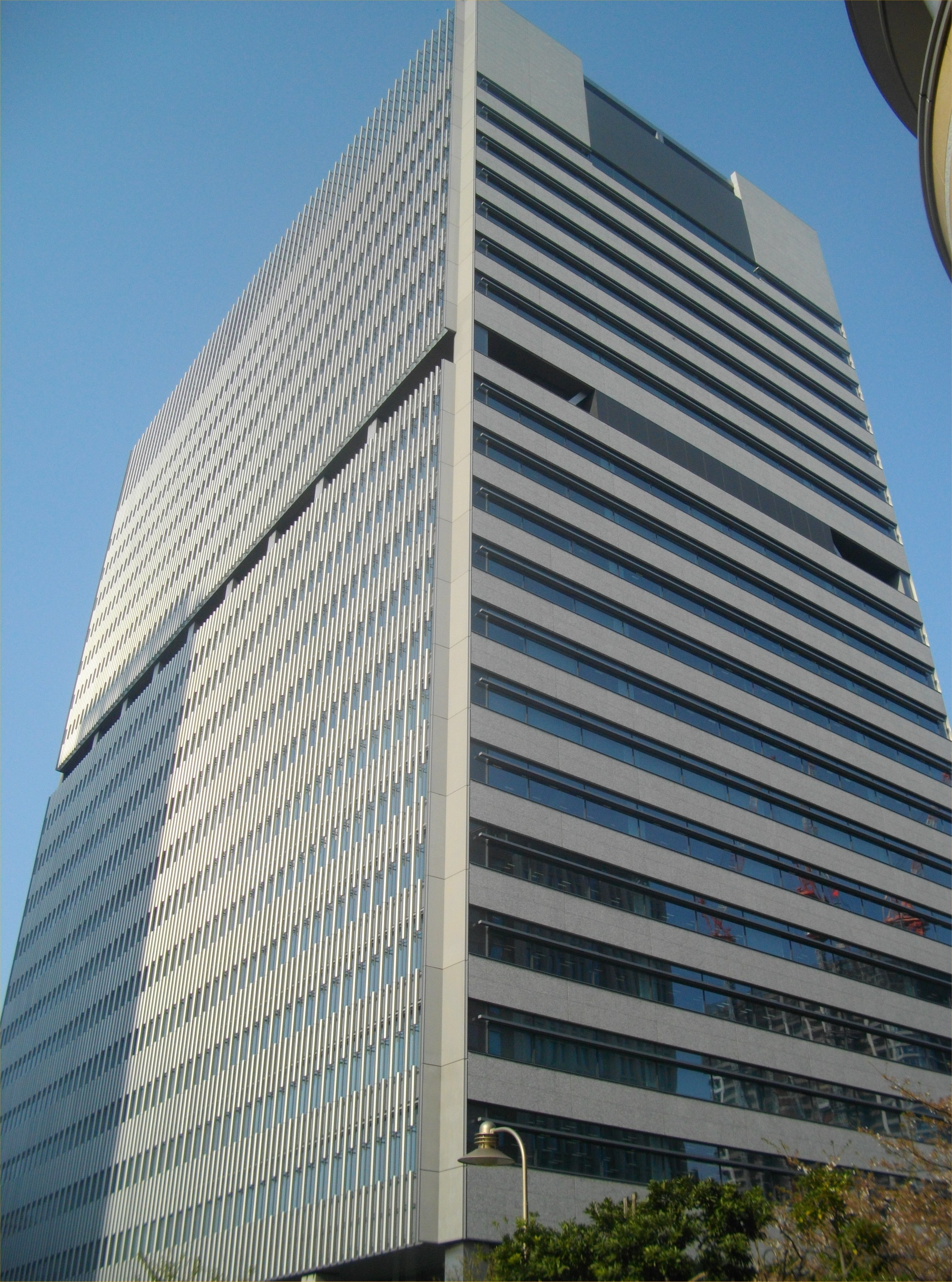
本社が所在する大崎フォレストビルディング(東京・品川区)

東洋ガラス株式会社（とうようガラス、英文名称；Toyo Glass Co., Ltd.,）は日本の製壜メーカー。主にガラス壜の製造を行う。ガラス容器製造業界では、日本山村硝子に次いで国内第二位のシェア。

## 主な製品
- 各種壜

## 生産拠点
- 千葉工場 - 〒277-0804 千葉県柏市新十余二1-1
- 滋賀工場 - 〒520-3212 滋賀県湖南市小砂町3

## 沿革
- 1888年 - 島田硝子製造所として大阪で創業。ガラス食器の製造を開始。
- 1925年 - 島田硝子株式会社に改組。
- 1950年 - 自動機でのガラス瓶製造開始。
- 1953年 - 東洋製罐グループ入り。
- 1954年 - 東洋硝子株式会社に社名変更。
- 1957年 - 新東洋硝子株式会社を設立。
- 1967年 - 東洋ガラス株式会社に社名変更。
- 2012年 - 東京都千代田区から品川区に本社を移転。東洋製罐の完全子会社となる。
- 2013年 - 東洋製罐の持株会社体制移行に伴い、東洋製罐グループホールディングスの完全子会社となる。

## その他
かつてはテレビCMも制作されており、特に北海道文化放送（フジテレビ系列）では『笑っていいとも!増刊号』『ねるとん紅鯨団』でローカルスポンサーを務めたことがある。